# Klaus Korn (Journalist)
Klaus Korn (* 25. September 1926; † 26. August 1996) war ein deutscher Journalist. Er war Chefredakteur des Hamburger Abendblatts.

## Leben
Korn war Teilnehmer des Zweiten Weltkriegs und geriet in britische Gefangenschaft. Auf diese Weise kam er mit britischen Zeitungen in Berührung. Das britische Pressewesen hatte Einfluss auf seine journalistische Tätigkeit.
Seine berufliche Laufbahn begann 1948 als bei der Westdeutschen Allgemeinen Zeitung in Essen. Seine anschließenden Arbeitgeber waren die Bild in Hamburg, der Blick in Zürich, die Abendpost in Frankfurt am Main, die Zeitschriften Neue Revue und Constanze in Hamburg, die Münchener Abendzeitung, die Welt in Bonn sowie in Hamburg die Bergedorfer Zeitung, bei der er Chefredakteur war, ehe er zum Hamburger Abendblatt kam. Von 1983 bis 1989 war Korn Chefredakteur des Hamburger Abendblatts sowie anschließend bis September 1991 Herausgeber der Zeitung. Danach war er noch beratend für das Blatt tätig.